# Ringebu (stacja kolejowa)
Ringebu (nor: Ringebu stasjon) – stacja kolejowa w Ringebu, w regionie Oppland, w Norwegii. Znajduje się na Dovrebanen. Została otwarta w 1896 w ramach budowy linii Eidsvold - Dombås do Otta. Stacja Ringebu ma swoją informację turystyczną i łączy transport kolejowy, autobusowy i taksówki. Stacja znajduje się 197,1 m n.p.m. i 242,55 km od Oslo Sentralstasjon.

## Ruch pasażerski
Stacja obsługuje 6 połączeń dziennie z Oslo S i Dombås oraz cztery z Trondheim S.

## Obsługa podróżnych
Wiata, poczekalnia, kasa biletowa, parking na 40 miejsc, parking rowerowy, telefon publiczny, kawiarnia, ułatwienia dla niepełnosprawnych, WC, punkt obsługi niemowląt schowki bagażowe, kiosk, przystanek autobusowy, postój taksówek.